# 11Y busz (Kaposvár)
A kaposvári 11Y jelzésű busz a Belváros és a kaposfüredi vasútállomás között közlekedik. Ez Kaposvár egyik leghosszabb és legforgalmasabb buszvonala. Érinti a Belvárost, a Béke-Füredi lakótelepet, az Északnyugati városrészt, valamint a Toldi és a Kinizsi-lakótelepet is. Útvonalának nagy része megegyezik a 11-es busz útvonalával, útjuk csak Kaposfüred központjában válik szét. A járat o11Y jelzéssel némely esetben a 11-es teljes vonalát is bejárja, ilyenkor érinti a Kaposfüred északi végén lévő fordulót is (ekkor a menetidő 4 perccel és 2,2 km-rel hosszabb). A buszvonalat a Kaposvári Közlekedési Zrt. üzemelteti.

## Útvonal
A táblázatban az autóbusz-állomásról induló irány látható.
| Útvonal                     |
| --------------------------- |
| Berzsenyi utca (67-es főút) |
| Füredi csomópont            |
| Füredi út (67-es főút)      |
| Kaposfüredi út              |
| Állomás utca                |

## Megállóhelyek
A táblázatban a megállók az állomásról induló irány szerint vannak felsorolva.
| Megálló                          | Össz. km (oda) | Össz. idő (oda) | Össz. km (vissza) | Össz. idő (vissza) | Átszállási lehetőség                                                       | A közelben található |
| -------------------------------- | -------------- | --------------- | ----------------- | ------------------ | -------------------------------------------------------------------------- | --- |
| Helyi autóbusz-állomás           | 0              | 0               | 9                 | 20                 | 1, 3, 4, 5, 6, 7, 8, 8B, 8E, 8Y, 9, 10, 11, 12, 13, 14, 15, 18, 31, 81, 91 | Polgármesteri Hivatal, Járási Hivatal, Szivárvány Kultúrpalota, Corso Bevásárlóközpont, Retro Club, Somogy Áruház, Rippl-Rónai Múzeum, Somogy Megyei Levéltár, Somogy Megyei Önkormányzat, Távolsági autóbusz-állomás, Rendelőintézet, Szarvas Üzletház, Vasútállomás                     |
| Berzsenyi utcai felüljáró        | 0,7            | 2               | 8,2               | 18                 | 1, 3, 4, 5, 11, 13, 14, 15, 31 Corso Bevásárlóközpont: 12                  | Polgármesteri Hivatal, Járási Hivatal, Kapos Hotel, Nagyboldogasszony-székesegyház, Nagyboldogasszony Római Katolikus Gimnázium, Püspöki Palota, Somogyi Hírlap szerkesztősége, Széchenyi István Kereskedelmi és Vendéglátóipari Szakképző Iskola, Corso Bevásárlóközpont, Kaposvár Plaza |
| Berzsenyi utca 30.               | 1,1            | 4               | 7,8               | 16                 | 1, 11, 13, 31                                                              | TESCO, OBI, McDonald’s, Berzsenyi üzletház, Széchenyi István Kereskedelmi és Vendéglátóipari Szakképző Iskola |
| Füredi utca, csomópont           | 1,6            | 7               | 7,3               | 13                 | 1, 10, 11, 13, 20, 20A, 23, 27, 31, 91                                     | CBA Cent Bevásárlóközpont, Posta, Óvoda, TESCO |
| Toldi-lakónegyed                 | 1,9            | 8               | 6,8               | 11                 | 10, 11, 20, 20A, 23, 27                                                    | Toldi Lakótelepi Általános Iskola és Gimnázium, Posta, Nemzeti Adó- és Vámhivatal, Szent Margit-templom |
| Kinizsi-lakótelep                | 2,4            | 9               | 6,4               | 10                 | 10, 11, 20, 20A, 23, 26, 27                                                | Leányotthon |
| Búzavirág utca                   | 2,9            | 10              | 6                 | 9                  | 10, 11, 20, 20A, 23, 26, 27                                                | Kinizsi Lakótelepi Általános Iskola, Óvodák, Bölcsőde |
| Laktanya                         | 3,2            | 11              | 5,6               | 8                  | 10, 11, 20, 20A, 23, 26, 27                                                | Praktiker, Lidl, Diego, Jysk, laktanya, Raktár utcai nagykereskedések, ipari telephelyek |
| Volán-telep                      | 4,6            | 13              | 4,2               | 7                  | 11                                                                         | Volán-telep, Kapos Volán Igazgatósága, ipari telephelyek, nagykereskedések |
| Kaposfüredi út 12.               | 6              | 16              | 2,7               | 4                  | 11                                                                         | |
| Kaposfüredi út 104.              | 6,7            | 17              | 2,2               | 3                  | 11                                                                         | Posta |
| Kaposfüred központ               | 7,2            | 18              | 1,6               | 2                  | 11                                                                         | Kaposfüredi Művelődési Ház, Füred Rock Szín Kör, Benedek Elek Általános Iskola, Óvoda, Szent Őrangyalok római katolikus templom, Állomás utcai focipálya |
| Állomás utca                     | 8,3            | 19              | 0,4               | 1                  |                                                                            | Temető |
| Kaposfüred vasútállomás, forduló | 8,8            | 20              | 0                 | 0                  |                                                                            | Vasútállomás |

## Betétjáratok

### o11Y
A járat a Kaposfüred, forduló érintésével közlekedik. Menetidő: + 4 perc, + 2,2 km.

## Menetrend
- Aktuális menetrend Archiválva 2013. november 14-i dátummal a Wayback Machine-ben
- Útvonaltervező[halott link]